# Tumuc Humac
Pour plus de détails, voir Fiche technique et Distribution.
Tumuc Humac est un film français réalisé par Jean-Marie Périer, sorti en 1971. C'est son premier film pour le « grand écran ».

## Synopsis
Lorsque Marc, avec l'aide du juge des enfants, est en âge de s'affranchir de l'Assistance publique, il quitte la métropole pour aller en Guyane afin de tenter de retrouver l'unique parent qu'il connaît, son grand-père qui fut déporté au bagne de ce territoire français d'outremer. Lors de son odyssée il rencontre Françoise, une jeune femme dont il tombe amoureux et vit de nombreuses péripéties.

## Fiche technique
- Titre : Tumuc Humac
- Réalisation : Jean-Marie Périer
- Scénario : Jacques Lanzmann et Jean-Marie Périer
- Dialogues : Jacques Lanzmann
- Photographie : Jean-Marie Périer
- Musique : Tommy Brown et Micky Jones
- Montage : Claude Barrois
- Production : Jacques Lanzmann
- Pays d'origine :  France
- Durée : 100 minutes
- Date de sortie : France, 13 janvier 1971

## Distribution
- Marc Porel : Marc
- Dani : Françoise
- François Périer : le juge des enfants
- André Pousse : Bréchet, le camionneur
- Éric Colmet-D'aâge : un jeune garçon
- Jacques Debrun : un aventurier
- Marc Dupuy : un voyou

## Autour du film
Le titre du film fait référence aux monts Tumuc-Humac et le père biologique de Jean-Marie Périer, Henri Salvador, est originaire de Guyane.